# 1975-76 ABAシーズン
1975-76 ABAシーズン（英語: 1975–76 ABA season）は、アメリカン・バスケットボール・アソシエーション (ABA) の最後のシーズンである。
1974-75シーズン - 1975-76シーズン - 1976-77シーズン (NBAと合併)

## 概要
このシーズンではショットクロックが30秒から24秒に変更され、NBAの同様に合わせた。デイブ・デバスチェアがリーグの新コミッショナーに就任し、7人目にして最後のコミッショナーとなった。また、このシーズンは東西のディビジョン間が採用されなかった唯一のシーズンでもあった。NBAと合併の後、1979-80シーズンにABAが導入していたスリーポイントシュートを採用することになった。
シーズン開始前にメンフィス・サウンズはメリーランド州ボルチモアに移転し、一時ボルチモア・ハスラーズと名称変更され、その後ボルチモア・クローズとなった。クローズは10月のプレシーズン中に3試合のエキシビションゲームを行っただけで、すぐ解散となった。また、サンディエゴ・コンキスタドアーズは1975-76シーズンにサンディエゴ・セイルズに取って変わったが、11月に解散となり、12月初旬にユタ・スターズがそれに続いた。バージニア・スクワイアーズはシーズン終了後の5月に、75,000ドルのリーグ審査に通らず、NBAに加盟せずに解散した。
1976年のABAオールスターゲームでは、首位のデンバー・ナゲッツが144-138でABAオールスターズを破り、デンバーで開催された。この試合で史上初のスラムダンクコンテストが行われ、ジュリアス・アービングが優勝した。
シーズン終了後、1976年6月のABAとNBA合併により、デンバー・ナゲッツ、インディアナ・ペイサーズ、ニューヨーク・ネッツ、サンアントニオ・スパーズがNBAに加盟し、ケンタッキー・カーネルズとスピリッツ・オブ・セントルイスは解散を受け入れることになった。スピリッツのオーナー、オジーとダニエル・シルナ夫妻は、新たに加わった4つのフランチャイズが生み出すテレビ収入の7分の1を永続的に受け取ることに同意し、この契約は非常に有利なものになった。

## 順位
| チーム                         | 勝 | 敗 | 勝率 | 差 |
| ------------------------------ | -- | -- | ---- | -- |
| デンバー・ナゲッツ             | 60 | 24 | .714 | –  |
| ニューヨーク・ネッツ C         | 55 | 29 | .655 | 5  |
| サンアントニオ・スパーズ       | 50 | 34 | .595 | 10 |
| ケンタッキー・カーネルズ       | 46 | 38 | .548 | 14 |
| インディアナ・ペイサーズ       | 39 | 45 | .464 | 21 |
| スピリッツ・オブ・セントルイス | 35 | 49 | .417 | 25 |
| バージニア・スクワイアーズ     | 15 | 68 | .181 | 44 |
| サンディエゴ・セイルズ         | 3  | 8  | .273 | -  |
| ユタ・スターズ                 | 4  | 12 | .250 | -  |
| ボルチモア・クローズ           | 0  | 0  | .000 | -  |

C - ABAチャンピオン

## プレーオフ
1976年のABAプレーオフは、準々決勝でケンタッキー・カーネルズがインディアナ・ペイサーズをシリーズ2勝1敗で破り、幕を開けた。準決勝では、ニューヨーク・ネッツがサンアントニオ・スパーズを4勝3敗で破り、決勝では、ネッツがナゲッツを4勝2敗で勝利した。

## 表彰
- ABA最優秀選手賞: ジュリアス・アービング, ニューヨーク・ネッツ (3回目)
- 新人王: デイヴィッド・トンプソン, デンバー・ナゲッツ
- 最優秀コーチ賞: ラリー・ブラウン, デンバー・ナゲッツ (3回目)
- プレーオフMVP: ジュリアス・アービング, ニューヨーク・ネッツ (2回目)
- オールスターゲームMVP: デイヴィッド・トンプソン, デンバー・ナゲッツ
- 最優秀役員賞: カール・シェア, デンバー・ナゲッツ (3回目)
- オールABAファーストチーム
  - ジュリアス・アービング, ニューヨーク・ネッツ (1stチーム選出は4回目, オールABAチームは計5回目)
  - ビリー・ナイト, インディアナ・ペイサーズ
  - アーティス・ギルモア, ケンタッキー・カーネルズ (5回目)
  - ジェームズ・サイラス, サンアントニオ・スパーズ (1stチーム初選出, オールABAチームは計2回目)
  - ラルフ・シンプソン, デンバー・ナゲッツ (1stチーム初選出, オールABAチームは計3回目)
- オールABAセカンドチーム
  - デイヴィッド・トンプソン, デンバー・ナゲッツ
  - ボビー・ジョーンズ, デンバー・ナゲッツ
  - ダン・イッセル, デンバー・ナゲッツ (2ndチーム選出は4回目, オールABAチームは計5回目)
  - ドン・ブージー, インディアナ・ペイサーズ
  - ジョージ・ガービン, サンアントニオ・スパーズ (2回目)
- オールディフェンシブチーム
  - ドン・ブージー (2回目), インディアナ・ペイサーズ
  - ジュリアス・アービング, ニューヨーク・ネッツ
  - アーティス・ギルモア (4回目), ケンタッキー・カーネルズ
  - ボビー・ジョーンズ (2回目), デンバー・ナゲッツ
  - ブライアン・テイラー (2回目), ニューヨーク・ネッツ
- オールルーキーチーム
  - ルーサー・バーデン, バージニア・スクワイアーズ
  - M・L・カー, スピリッツ・オブ・セントルイス
  - キム・ヒューズ, ニューヨーク・ネッツ
  - マーク・オルバーディング, サンディエゴ・セイルズ & サンアントニオ・スパーズ
  - デイヴィッド・トンプソン, デンバー・ナゲッツ